# Kermit Beahan
Pour les articles homonymes, voir Beahan.
Kermit King Beahan, né le 9 août 1918 à Joplin et mort le 9 mars 1989 à Clear Lake City, est un officier de carrière de l'United States Army Air Forces puis de l'United States Air Force américain, célèbre pour avoir été le bombardier de la deuxième bombe atomique sur Nagasaki le 9 août 1945 (jour de son anniversaire) à partir du Boeing B-29 Superfortress Bockscar.

## Biographie
Beahan étudie à l'Université Rice dans les années 1930 comme boursier du football. Il s'engage dans les forces aériennes en 1939 comme cadet de l'aviation, mais, éliminé de la formation des pilotes, il devient bombardier. Il est alors affecté au 97th Operations Group (en) qui participe aux premiers raids de B-17 en Europe. Il pilote treize missions en Europe, dix-sept en Afrique du Nord et cinq missions dans le Pacifique avec le 509th Composite Group (dont la mission sur Nagasaki). Il est abattu et accidenté quatre fois (deux fois en Europe et deux en Afrique du Nord) et revient aux États-Unis comme instructeur de bombardement à Midland (Texas).
Durant l'été 1944, il est recruté par le colonel Paul Tibbets pour faire partie du 509th Composite Group, formé pour lancer la bombe atomique. Beahan participe le 6 août 1945 à la première mission atomique qui bombarde Hiroshima. Capitaine, il est alors membre de l'équipage du The Great Artiste qui a été dénommé ainsi en son honneur en référence à ses talents militaires.
La mission devant bombarder Nagasaki a eu lieu le jour de son 27e anniversaire. L'amiral Frederick Ashworth (en), qui prend part à la mission, reconnaît que Beahan a sauvé la mission de l'échec en trouvant une ouverture dans les nuages. 35 000 à 40 000 personnes trouvent la mort durant les bombardements.
Après la capitulation japonaise, Brehan retourne aux États-Unis avec la 1945 Japan–Washington flight (en) du lieutenant-général Barney M. Giles (en). Il reste dans la Force aérienne jusqu'en 1964 et s'en retire avec le grade de lieutenant-colonel.
Après sa retraite, il travaille comme écrivain technique pour la société d'ingénierie et de construction Brown & Root jusqu'en 1985.
En 1985, à l'occasion du quarantième anniversaire du bombardement de Nagasaki, il a déclaré qu'il n'avait pas à s'excuser de cela et qu'il a même été remercié pour le rôle qu'il a joué sur l'arrêt des hostilités par un groupe de vingt-cinq Japonais. Il ajouta que le bombardement était la « meilleure solution pour sortir d'un tel désordre » (best way out of a hell of a mess) et espère qu'il restera pour toujours le dernier homme à avoir jeté une bombe atomique sur des gens.
Il meurt d'une crise cardiaque en 1989. Il est inhumé au cimetière national de Houston.